# Federico I de Baden-Baden
Federico I de Baden-Baden (en alemán: Friedrich I. von Baden; Alland, 1249 - Nápoles, 29 de octubre de 1268) fue un comargrave de Baden-Baden (con Rodolfo I de Baden-Baden, su tío) y margrave titular de Verona de 1250 a 1268, duque de Estiria y de Austria de 1250 a 1268. Compañero de campaña del rey Hohenstaufen Conradino, al igual que él fue decapitado por orden del rey Carlos I de Nápoles.

## Pretensión a Austria
Nació en el Alland austriaco, como hijo único del margrave suabo Germán VI de Baden (h. 1226-1250) y su esposa Gertrudis (1226-1288), sobrina y heredera del difunto duque de Babenberg Federico II de Austria.
Como el duque Federico II de Austria había muerto en la batalla del río Leitha (1246), la línea ducal de la dinastía Babenberg se había extinguido. El margrave Germán VI de Baden, a través de su matrimonio con Gertrudis, había presentado sus pretensiones a las posesiones austriaca y estiria. Sin embargo, al morir el emperador Federico II Hohenstaufen en 1250, no había ninguna autoridad imperial que confirmara su título. Aunque lo respaldaban el papa Inocencio IV y el antirrey Guillermo II de Holanda, Germán no podía prevalecer frente a las reclamaciones del poderoso rey premislida Wenceslao I de Bohemia y su guerrero hijo Otakar II.
En el momento de la muerte de su padre, el joven Federico permaneció en la corte de Meissen, adonde su madre Gertrudis había huido. Pudo suceder al margrave Germán en Baden, con su tío Rodolfo I actuando como regente. Como también era pretendiente a los ducados de Austria y Estiria a través de su madre, Federico fijó su residencia cerca de Viena. Sin embargo, cuando en 1252 Otokar II se casó con Margarita, la tía de Gertrudis, y se trasladó a Austria, de nuevo tuvo que huir, primero a Estiria y más tarde a la corte de Sponheim en Carintia.

## Relación con Conradino
A partir de 1266, Federico se crio en la residencia de Wittelsbach del duque Luis II de Baviera, donde se hizo amigo de Conradino, duque de Suabia, el joven hijo del rey Conrado IV de Alemania y heredero de la dinastía imperial Hohestaufen. De él esperaba Federico apoyo para reforzar sus pretensiones al poder.

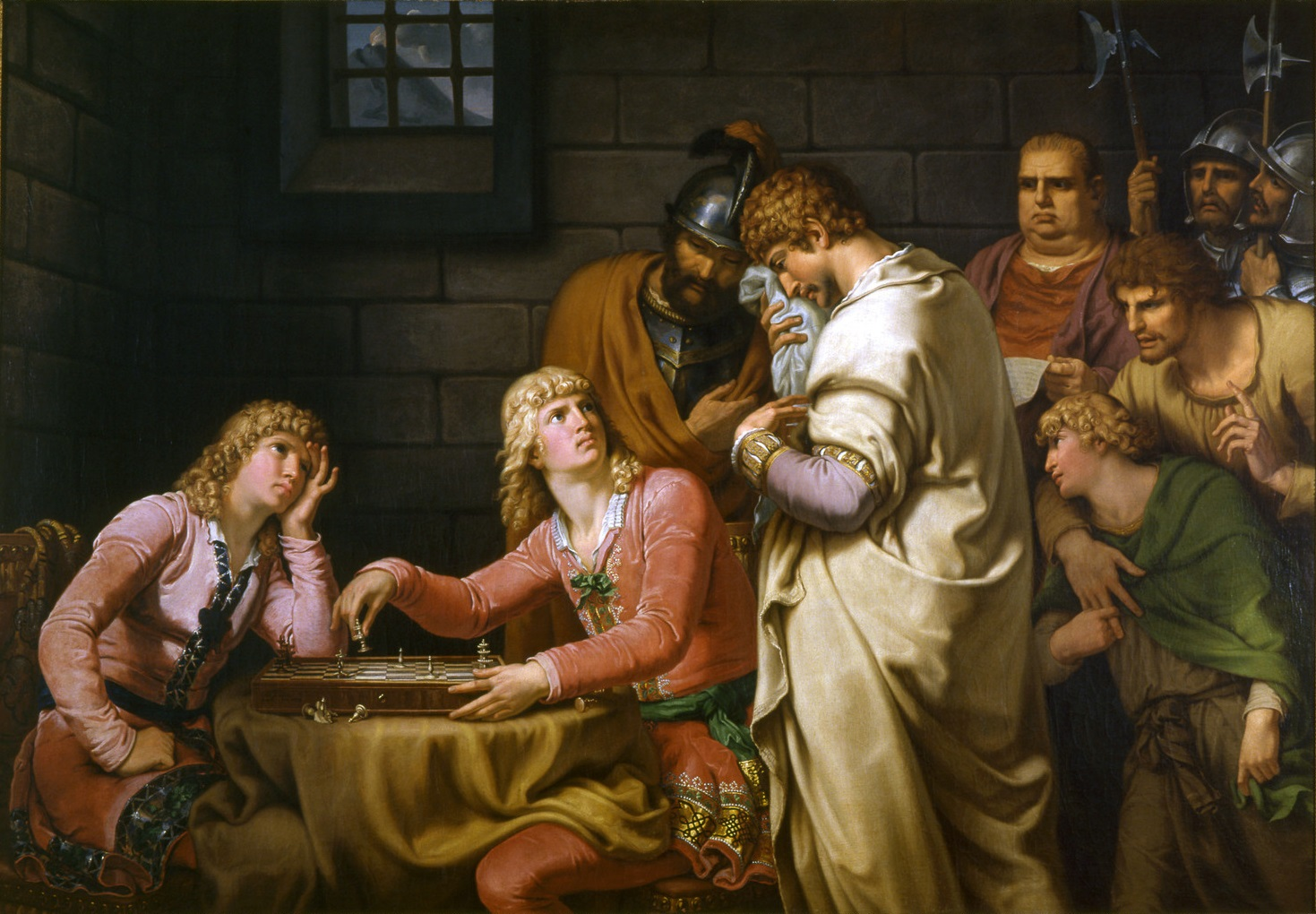
Conradino y Federico oyendo su sentencia de muerte, pintura histórica de J.H.W. Tischbein (1784)

En 1267 tomó la fatal decisión de acompañar a Conradino en su expedición contra Carlos de Anjou, que había sido coronado rey de Sicilia por el papa Clemente IV y había matado a Manfredo, tío de Conradino, en la batalla de Benevento (1266). Conradino había entrado en Roma el 24 de julio de 1268, pero Carlos derrotó decisivamente a las tropas Hohenstaufen en la batalla de Tagliacozzo el 23 de agosto, de donde Conradino y Federico huyeron y pasaron a la cautividad el 8 de septiembre en Torre Astura, al sur de Anzio. Traicionados y entregados al rey Carlos por sus seguidores Frangipani, ambos permanecieron en una degradante prisión en el Castel dell'Ovo de Nápoles. El propio rey los condenó a muerte; según la leyenda, oyeron el veredicto mientras jugaban al ajedrez y sencillamente siguieron con el juego. Conradino y Federico fueron decapitados públicamente en la Piazza del Mercato el 29 de octubre.
Sus restos fueron enterrados apresuradamente, pero más tarde transferidos a la iglesia de Santa María del Carmen, a petición de la madre de Conradino, Isabel de Baviera. El papa Clemente murió un mes después de la ejecución; Carlos, sin embargo, fue expulsado de su reino en las Vísperas sicilianas de 1282.